# Trego (Montana)
Trego es un lugar designado por el censo (en inglés, census-designated place, CDP) situado en el condado de Lincoln, Montana, Estados Unidos. Según el censo de 2020, tiene una población de 515 habitantes.

## Geografía
La localidad está ubicada en las coordenadas 48°39′10″N 114°55′41″O / 48.65278, -114.92806 (48.652724, -114.927968). Según la Oficina del Censo, tiene una superficie total de 142.01 km², de los cuales 139.61 km² corresponden a tierra firme y 2.40 km² están cubiertos de agua.

## Demografía
Según el censo de 2020, hay 515 personas residiendo en la localidad. La densidad de población es de 2.40 hab./km². El 89.71% de los habitantes son blancos, el 0.58% son afroamericanos, el 1.17% son amerindios, el 0.19% es asiático, el 0.19% es isleño del Pacífico, el 1.17% son de otras razas y el 6.99% son de una mezcla de razas. Del total de la población, el 1.36% son hispanos o latinos de cualquier raza.